# Syagrus
Syagrus ist eine in Südamerika und auf den Antillen heimische Palmengattung. In Gestalt und anderen Merkmalen ist die Gattung sehr variabel.

## Merkmale
Syagrus ist eine sehr variable Gattung. Die Palmen sind klein bis groß, einzelstämmig oder in Gruppen stehend, selten unterirdisch verzweigt. Sie sind unbewehrt oder bewehrt. Sie sind mehrmals blühend und einhäusig getrenntgeschlechtig (monözisch). Der Stamm kann sehr kurz und unterirdisch sein, oder aufrecht und hoch. Selten ist er Stolon-ähnlich. Manchmal ist er an der Basis geschwollen. Das kronennahe Stammende ist von den Überresten der Blattbasen verhüllt, die anderen Teile sind leicht gestreift und mit Blattnarben versehen, die unauffällig, aber auch erhöht oder eingedrückt auffällig sein können. 
Die Chromosomenzahl ist 2n = 32.

### Blätter
Die Blätter sind gefiedert und stehen in spiraliger Anordnung. Die Blattnarben sind kreisförmig und stehen in fünf Reihen. Die Blätter fallen mit glatter Narbe ab oder verbleiben tot an der Pflanze (Marzeszenz). Die Blattscheide löst sich in eine verworrene Fasermasse auf. Der Blattstiel ist sehr kurz bis lang, seine Ränder sind glatt oder tragen kurze Fasern, selten auch grobe, stachelige Fasern. Die Blattoberflächen sind kahl, behaart, schuppig oder auch wachsartig. Die Rhachis ist gerade oder gekrümmt, kurz bis lang, und ebenfalls schuppig, behaart oder kahl. Die wenigen bis sehr zahlreichen Fiederblättchen sind einfach gefaltet und stehen regelmäßig oder unregelmäßig angeordnet an der Rhachis. Sie stehen in einer oder in mehreren Ebenen. Sie sind linealisch, steif oder gebogen, die Spitzen sind spitz, zugespitzt oder stumpf. Die Oberseite der Spreite ist kahl oder mit wenigen Schuppen oder Haaren besetzt, manchmal wachsig. Die Unterseite ist meist auffällig behaart entlang der Hauptnerven.

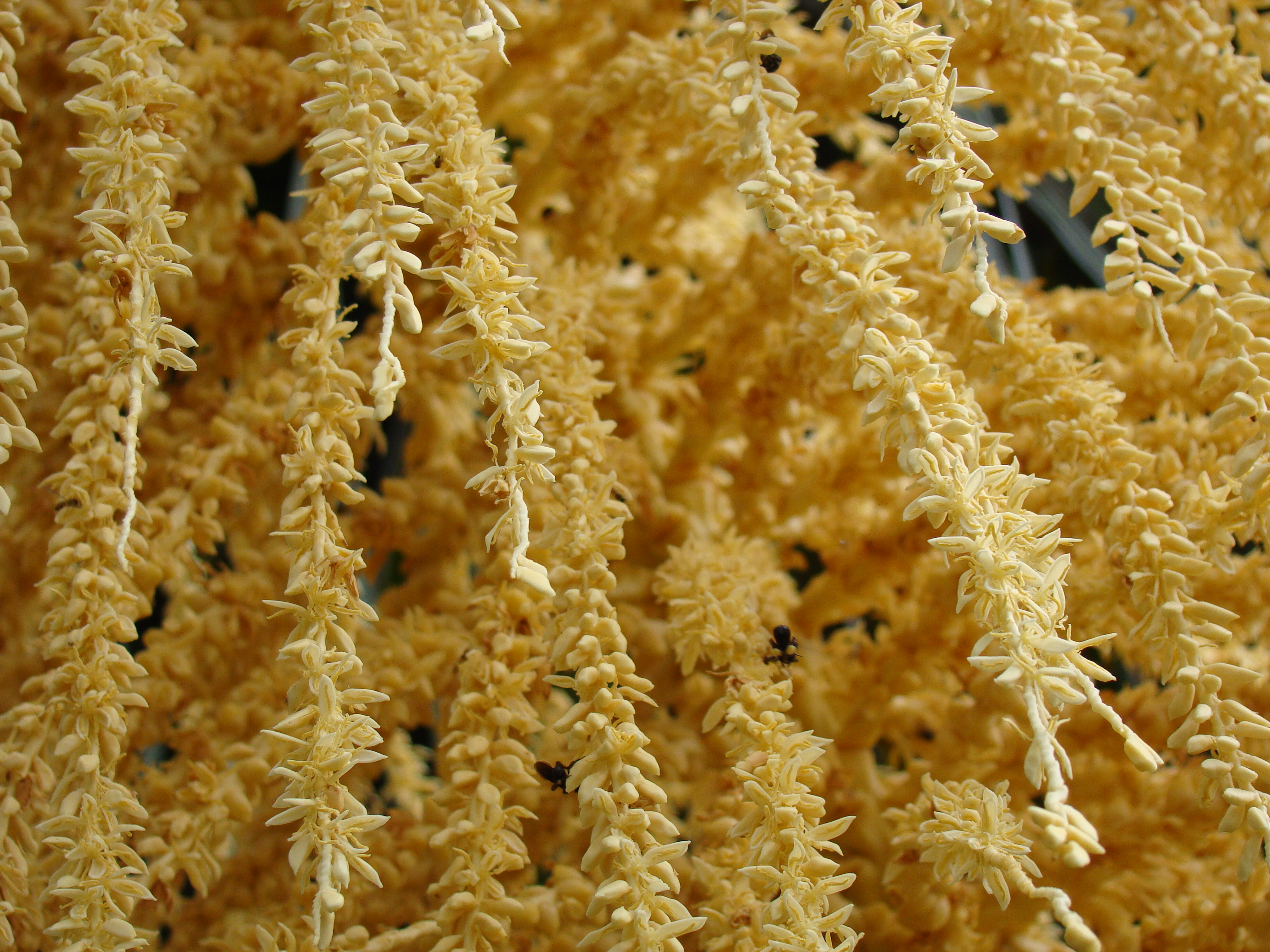
Detail eines Blütenstandes von Syagrus romanzoffiana

### Blütenstände
Die Blütenstände stehen einzeln und zwischen den Blättern (interfoliar). Sie sind selten ährenförmig, gewöhnlich aber einfach verzweigt. Sie sind deutlich kürzer als die Laubblätter. Der Blütenstandsstiel ist im Querschnitt elliptisch, kurz oder lang, kahl oder verschieden behaart oder beschuppt. Das Vorblatt ist meist innerhalb der Blattscheiden verborgen, röhrig, abgeflacht, zweikielig und an der Spitze zerrissen. Mit zunehmendem Alter wird es faserig und zerfällt. Das Hochblatt am Blütenstandsstiel ist ausdauernd und deutlich länger als das Vorblatt. Meist setzt es direkt über dem Vorblatt an. Es ist röhrig und schließt den Blütenstand bis kurz vor der Anthese ein. Sehr selten ist es kürzer als der Blütenstand. Häufig ist es spindelförmig, bevor es längs aufreißt. Es wird meist holzig, seltener ist es dünn-ledrig oder papierartig. 
Die Blütenstandsachse ist meist kürzer als der Stiel oder annähernd gleich lang. Sie ist kahl oder behaart und trägt die blütentragenden Seitenachsen (Rachillae) in spiraliger Anordnung. Jede Rachilla steht in der Achsel eines kurzen, dreieckigen, meist ledrigen Tragblattes. Die wenigen bis zahlreichen Rachillae sind kurz oder lange, schlank, gerade oder häufig in der Knospe gedreht, häufig zickzackförmig. Sie sind kahl oder wenig behaart. An der Rachilla stehen in spiraliger Anordnung die Blüten-Triaden, in den distalen Abschnitten stehen paarige oder einzelne männliche Blüten. Die Blütengruppen sind meist sitzend in der Achsel eines unauffälligen Tragblattes. Die Blüten-Brakteolen sind winzig.

### Blüten

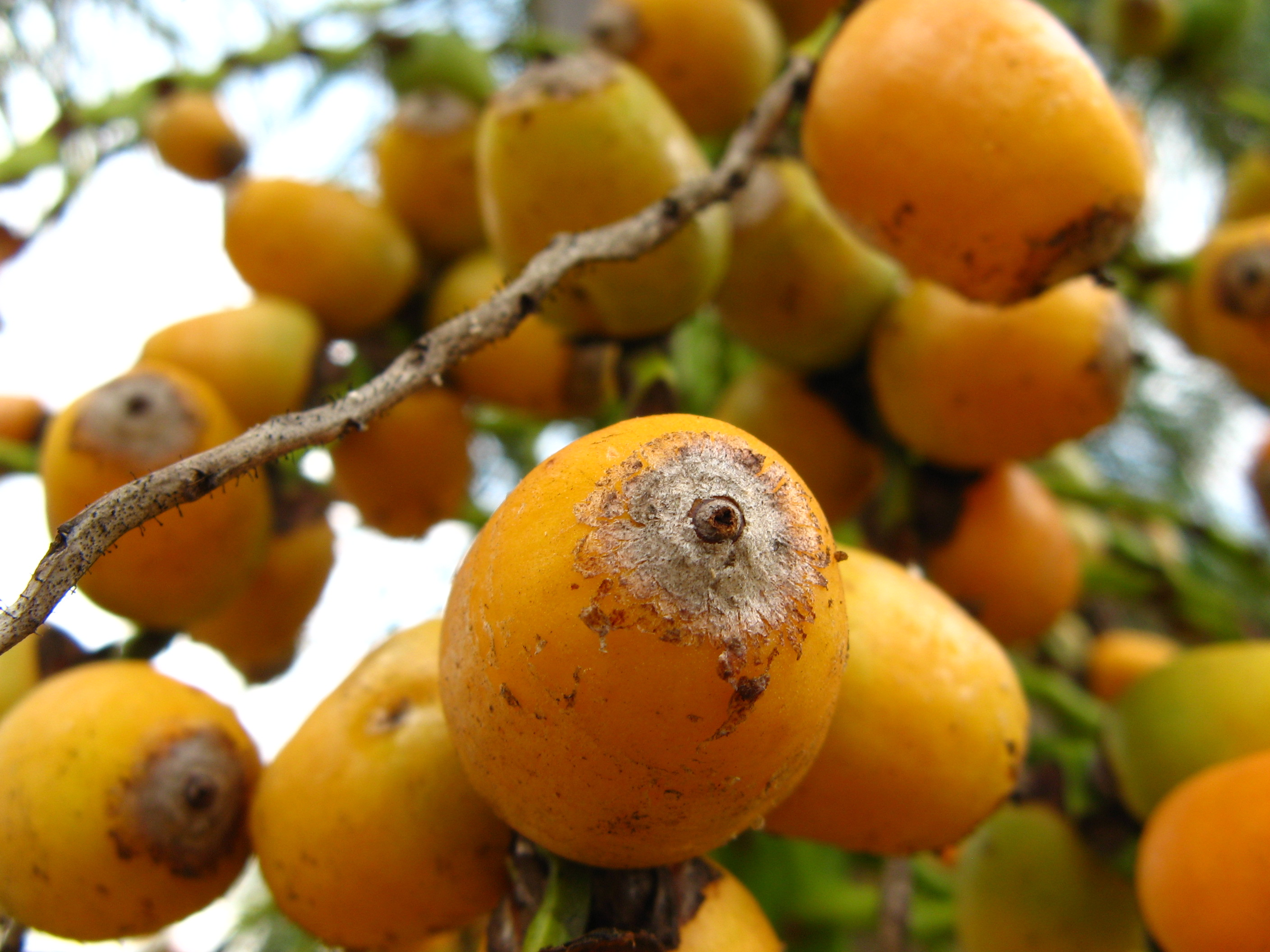
Früchte von Syagrus romanzoffiana

Die männlichen Blüten sind meist asymmetrisch. Die drei Kelchblätter sind dreieckig, frei und imbricat oder kurz miteinander verwachsen. Selten sind sie zu einer stielartigen Basis verwachsen. Die drei Kronblätter sind frei, valvat und dünn-ledrig oder fleischig. Sie sind wesentlich länger als die Kelchblätter, ihre Form ist lanzettlich, länglich oder oval mit spitzem Ende. Sie sind kahl, behaart, beschuppt oder gepunktet. Die sechs Staubblätter haben freie Filamente, oder diese sind kurz verwachsen. Die Filamente sind kurz und fleischig. Die Antheren sind länglich, dorsifix nahe der Basis oder medifix. Sie sind latrors oder intrors. Das Stempelrudiment ist sehr klein oder fehlt. Der Pollen ist ellipsoidisch, häufig birnförmig und oft leicht bis deutlich asymmetrisch. Die Keimöffnung ist ein distaler Sulcus. 
De weiblichen Blüten können etwas kleiner bis wesentlich größer als die männlichen Blüten sein. Die drei Kelchblätter sind frei, breit imbricat, dreieckig bis oval, spitz bis stumpf, fleischig bis ledrig, und manchmal behaart oder beschuppt. Die drei Kronblätter sind frei, leicht kürzer bis etwas länger als die Kelchblätter. Sie sind dreieckig bis oval, an der Basis breit imbricat und haben kleine bis mittelgroße und auffällige valvate Spitzen. Der Staminodien-Ring ist häutig, flach und annähernd sechszähnig. Das Gynoeceum ist säulenförmig bis konisch oder eiförmig und besitzt drei Fächer mit je einer Samenanlage. Die Oberfläche des Fruchtknotens ist kahl oder behaart bis beschuppt, die drei Narben sind zurückgebogen und fleischig. Die Samenanlagen sitzen seitlich an der zentralen Fächerwand. 

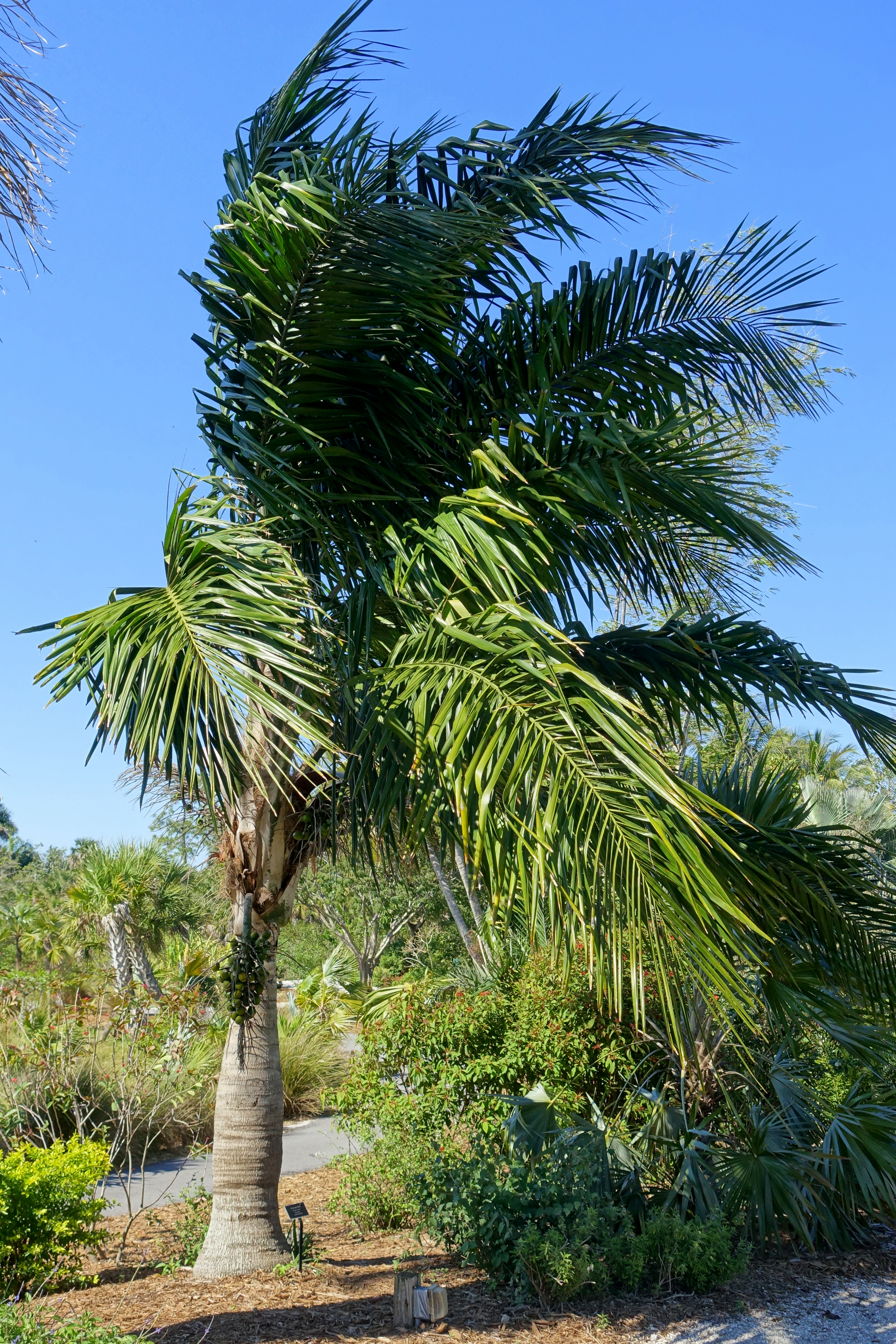
Syagrus amara

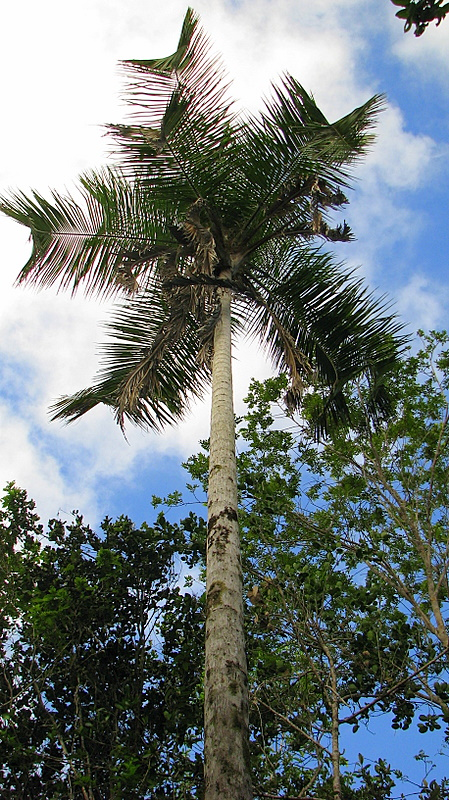
Syagrus botryophora

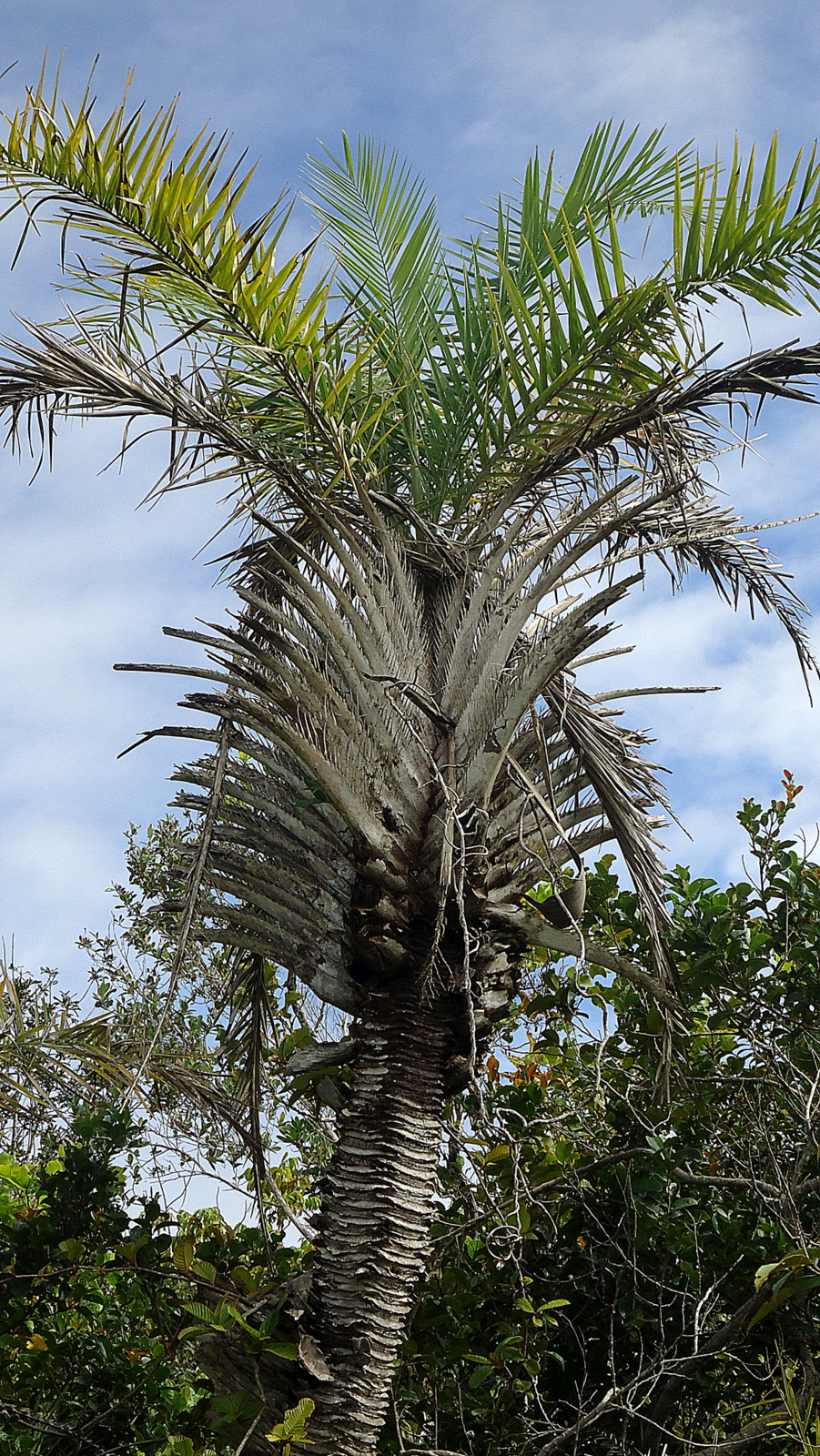
Syagrus coronata

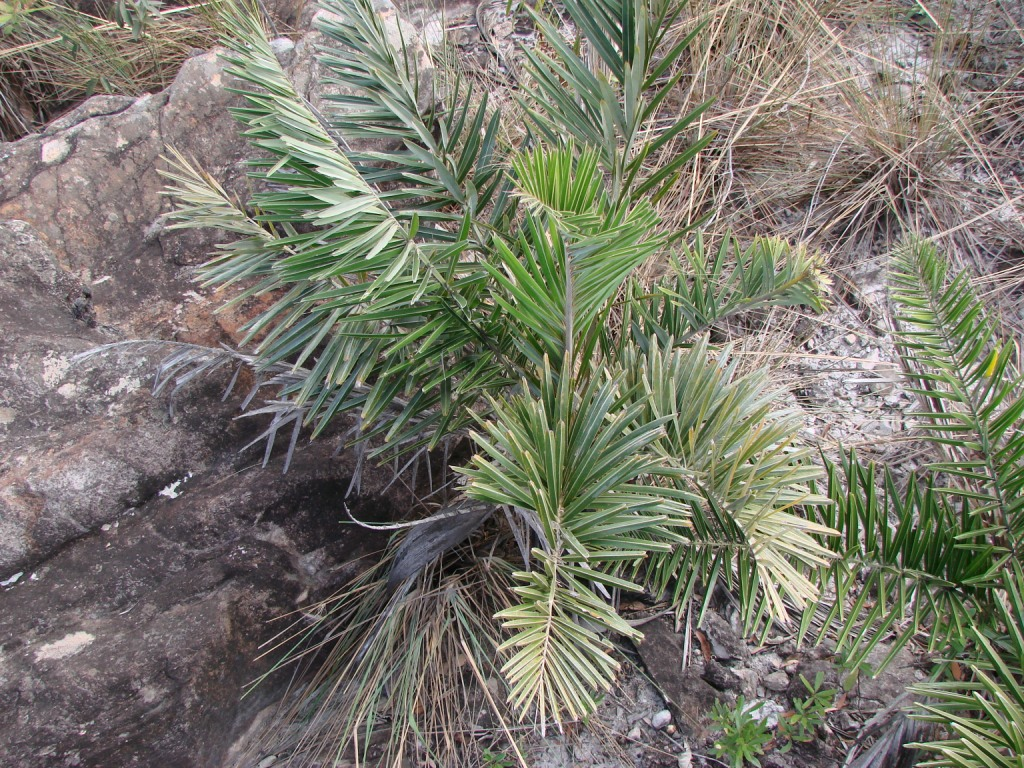
Syagrus glaucescens

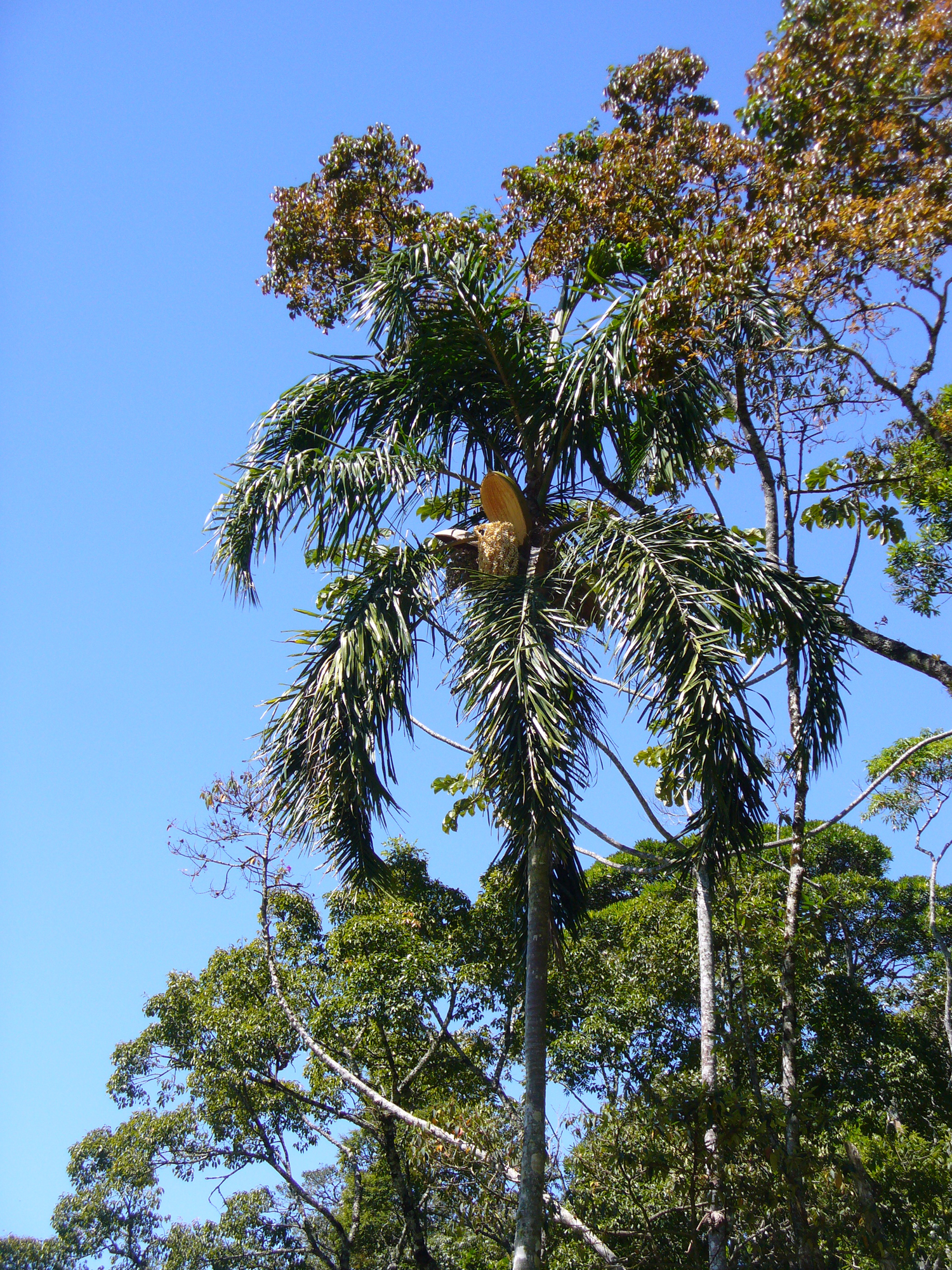
Syagrus pseudococos, nahe Rio de Janeiro

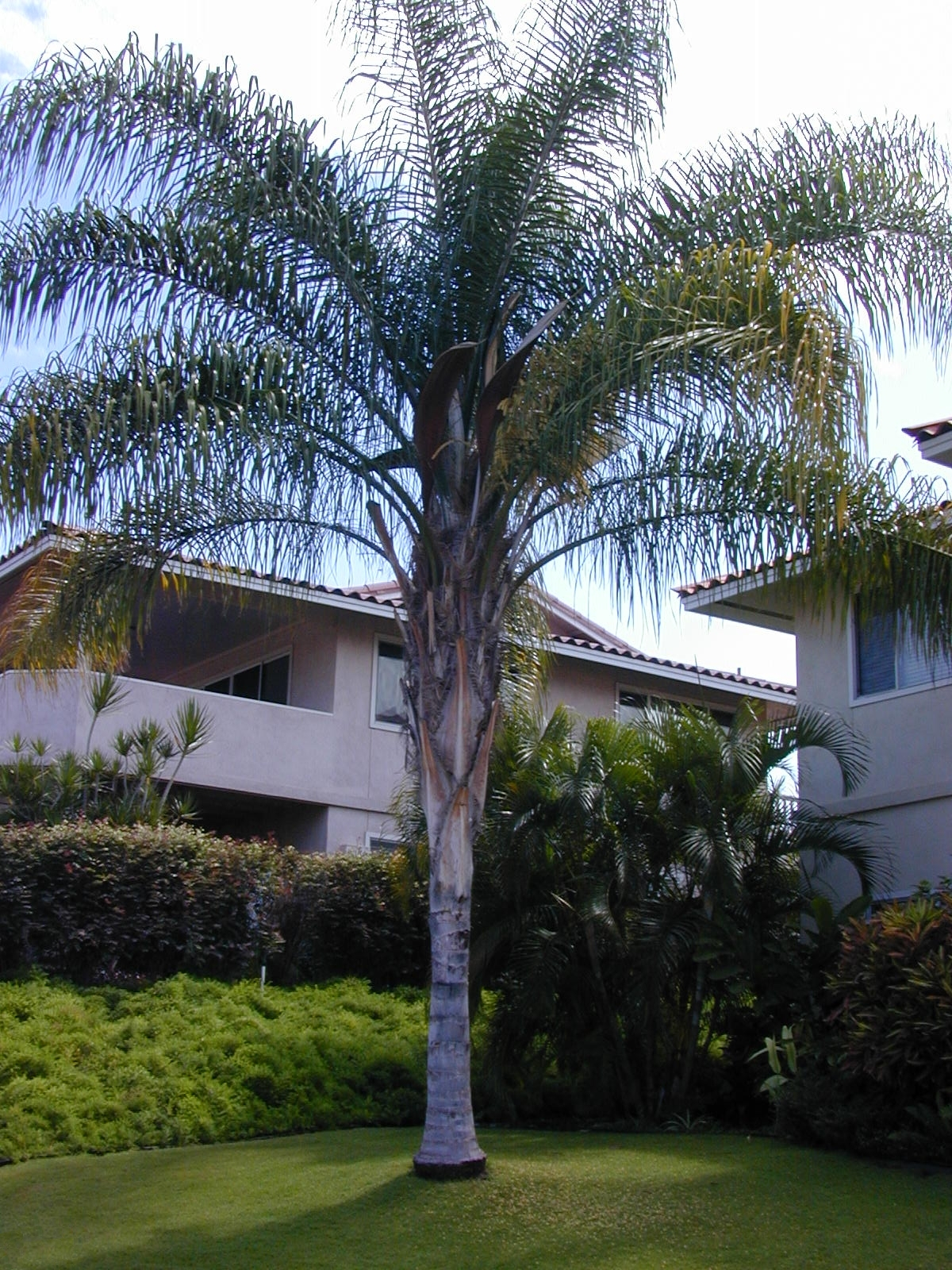
Syagrus romanzoffiana

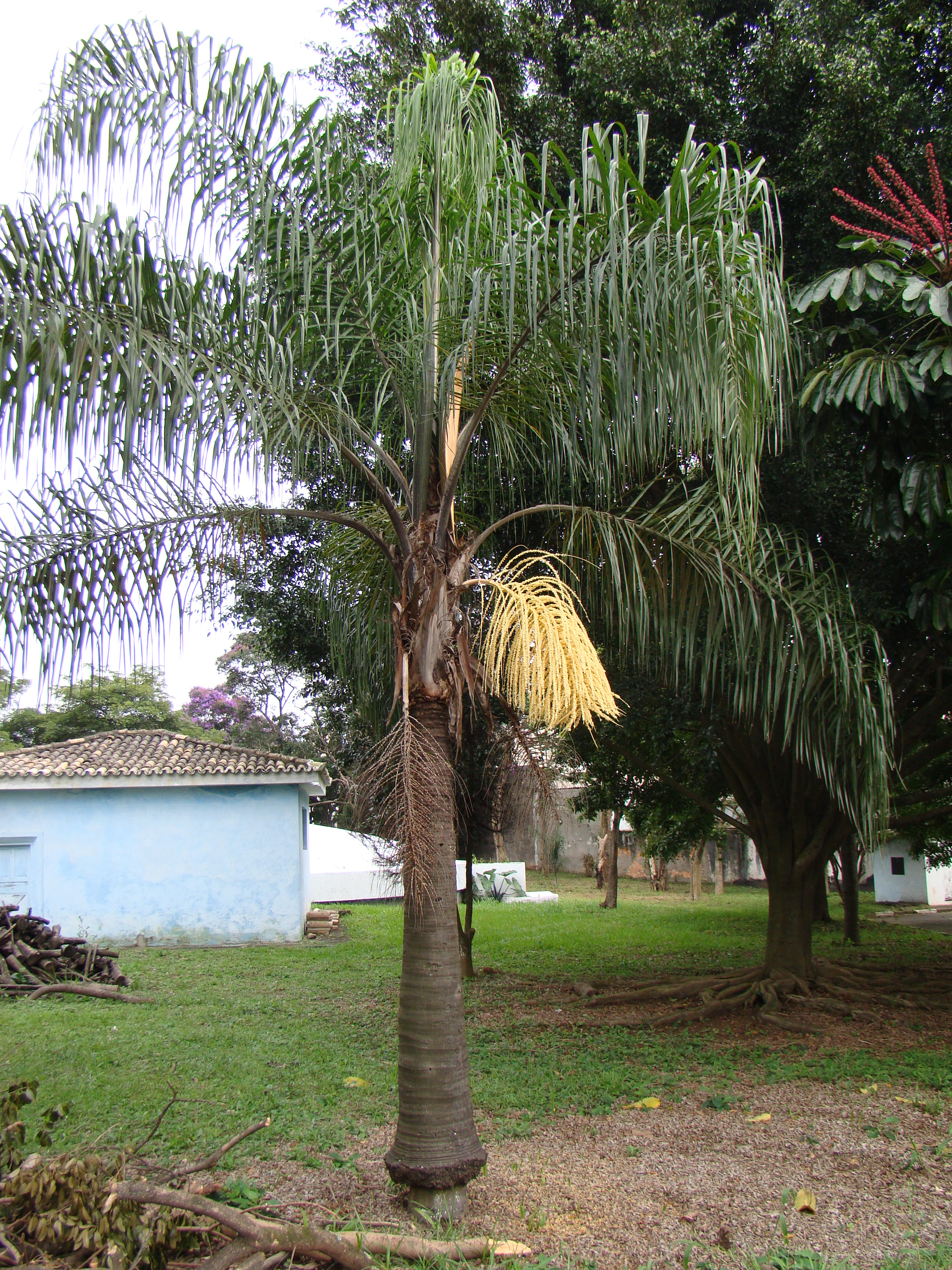
Syagrus romanzoffiana, blühende, junge Palme, als Zierpflanze verwendet

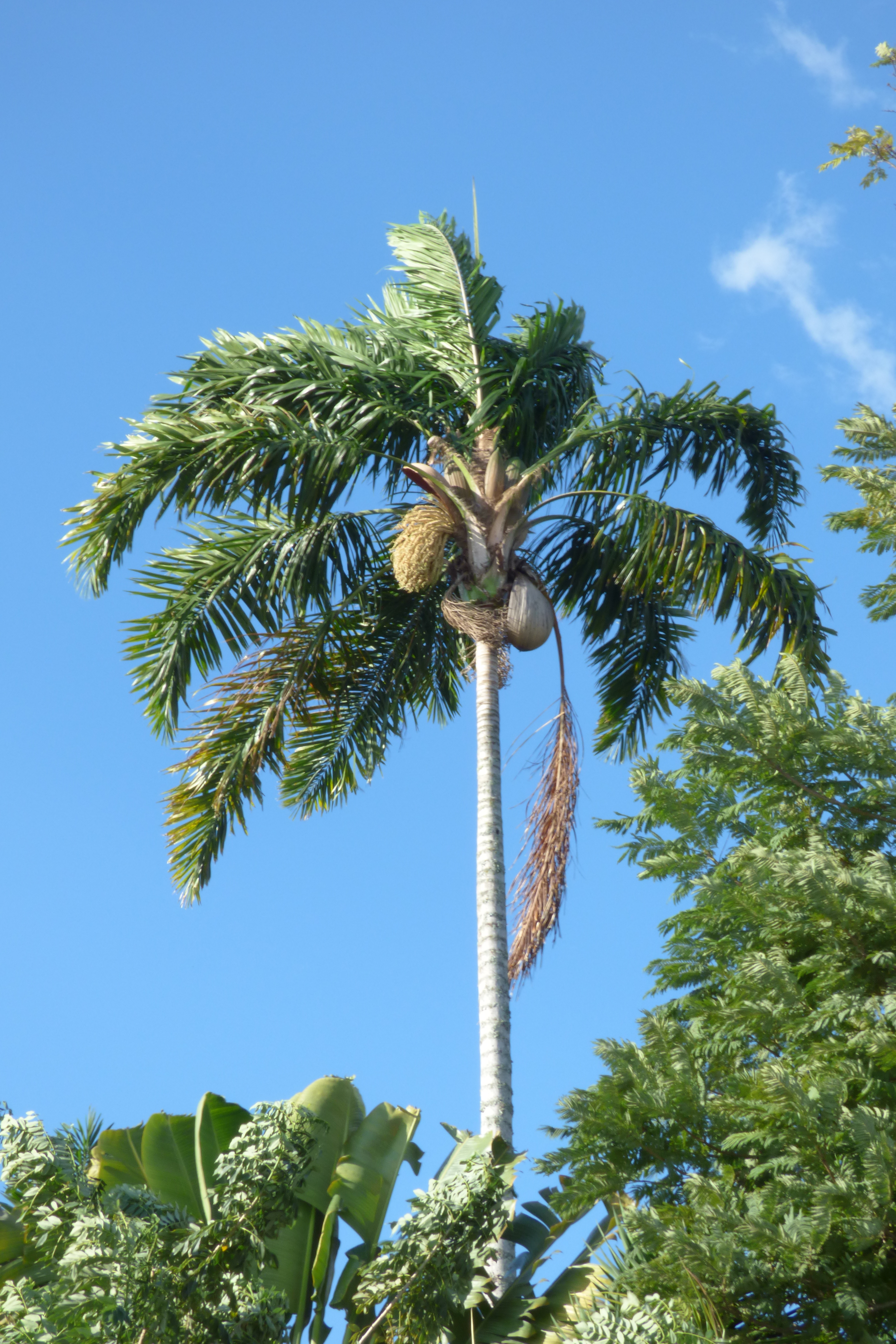
Syagrus sancona

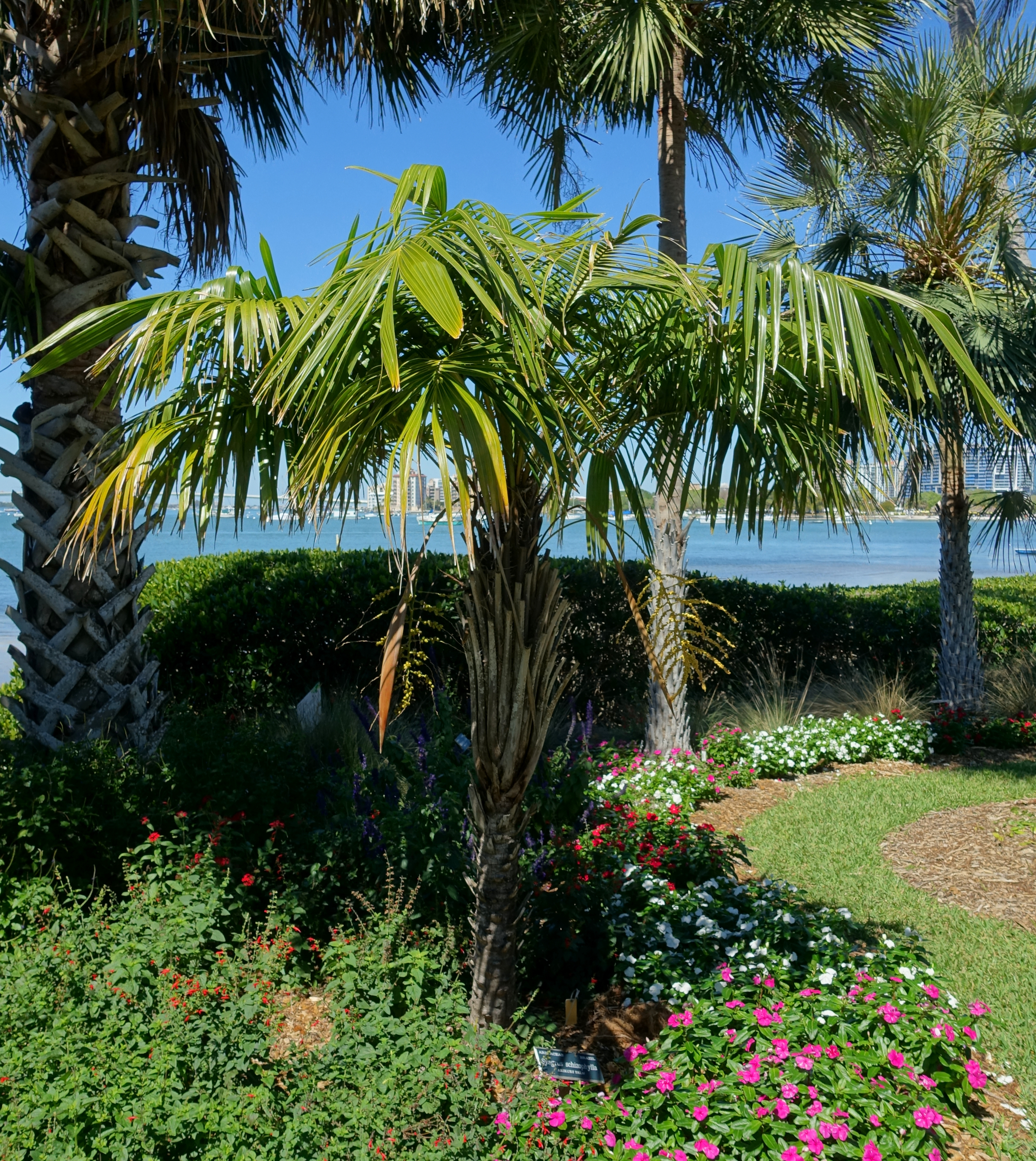
Syagrus schizophylla

### Früchte
Die Früchte ähneln häufig denen der Kokospalme und sind vielfach genießbar. Sie sind klein bis recht groß und enthalten jeweils einen, selten zwei Samen. Sie sind kugelig, eiförmig oder ellipsoidisch und von grüner, brauner, gelber oder rötlicher Farbe. Manche Früchte sind geschnäbelt. Die Blütenhülle und der Staminodienring verbleiben an der Basis und vergrößern sich manchmal zu einer Cupula. Das Exokarp ist glatt oder längsgestreift, kahl oder behaart. Das Mesokarp ist fleischig oder trocken und besitzt zahlreiche Längsfasern. Das Endokarp ist dick, holzig und trägt drei (selten vier) basale Poren. Die Endokarp-Höhlung ist unregelmäßig geformt oder häufiger kreisförmig, selten dreieckig im Querschnitt mit drei auffälligen, senkrechten Linien. Der Samen entspricht der Form der Endokarphöhle, setzt subbasal an der Frucht an. Das Endosperm ist homogen oder ruminat und hat manchmal eine zentrale Höhle. Der Embryo steht basal oder subbasal gegenüber einer der Endokarp-Poren.

## Verbreitung und Standorte
Die Gattung ist mit einer Ausnahme auf Südamerika beschränkt. Hier kommt sie von Venezuela nach Süden bis Argentinien vor. Die meisten Arten weist dabei Brasilien auf. Eine Art (Syagrus amara) kommt auf den Kleinen Antillen vor.
Die meisten Arten sind auf aride bis semiaride Gebiete beschränkt, unter ihnen sämtliche stammlose Arten. Einige wenige Arten, vorwiegend die baumartigen, sind auf mesische bis tropische Regenwälder beschränkt. Die stammlosen Arten sind charakteristischer Bestandteil mehrerer brasilianischer arider Vegetationstypen, wie Cerrado oder Campo rupestre. 

## Systematik
Die Gattung Syagrus wird innerhalb der Palmengewächse in die Unterfamilie Arecoideae, Tribus Cocoseae und Subtribus Attaleinae gestellt. Nah verwandte Gattungen innerhalb dieser Subtribus sind Lytocaryum und Attalea. Die Gattung ist wahrscheinlich polyphyletisch, eine detaillierte phylogenetische Untersuchung der Attaleinae fehlt aber.
In Brasilien, wo mehrere Arten sympatrisch vorkommen, bilden sich natürliche Hybriden. Wo in Kultur Syagrus romanzoffiana und Butia capitata zusammenwachsen, bilden sich ebenfalls Hybride.
Der Gattungsname Syagrus wurde bereits in der Antike für eine Palme verwendet, so von Plinius, jedoch nicht für die jetzt so bezeichnete neuweltliche Gattung. Die Gattung wurde 1924 von Carl Friedrich Philipp von Martius in Historia Naturalis Palmarum Band 2 Seite 129 Tafel 89 erstbeschrieben. Typusart ist Syagrus cocoides. In der Vergangenheit wurden die heute zu Syagrus gezählten Arten auf mehrere Gattungen aufgeteilt, die von Syagrus aufgrund ihres ruminaten Endosperms getrennt wurden. Dies hat sich jedoch als unzuverlässiges Unterscheidungsmerkmal herausgestellt. Mit der ersten Auflage von Genera Palmarum 1987 wurden die Arten dieser Gattungen zu Syagrus gestellt. Eine Untersuchung der Tribus Cocoseae 2004[3] ergab, dass Syagrus polyphyletisch ist. Da in dieser Arbeit aber nur drei Arten der Gattung vertreten waren, ist die Abgrenzung einer monophyletischen Gattung Syagrus und eine Abspaltung neuer Gattungen nicht möglich. 
In der World Checklist of Selected Plant Families der Royal Botanic Gardens, Kew, werden folgende Arten und Hybriden anerkannt:
- Syagrus allagopteroides Noblick & Lorenzi: Brasilien.[2]
- Syagrus × altopalacioensis K.Soares & L.C.Assis = Syagrus duartei × Syagrus pleioclada
- Syagrus amara (Jacq.) Mart.: Kleine Antillen.[2]
- Syagrus amicorum K.Soares & C.A.Guim: Die 2019 erstbeschriebene Art kommt in Brasilien vor.[2]
- Syagrus × andrequiceana K.Soares & L.C.Assis = Syagrus flexuosa × Syagrus romanzoffiana
- Syagrus angustifolia Noblick & Lorenzi: Brasilien.[2]
- Syagrus botryophora (Mart.) Mart.: Östliches Brasilien.[2]
- Syagrus caerulescens Noblick & Lorenzi: Brasilien.[2]
- Syagrus campestris (Mart.) H.Wendl.: Brasilien.[2]
- Syagrus × campos-portoana (Bondar) Glassman = Syagrus coronata × Syagrus romanzoffiana
- Syagrus campylospatha (Barb.Rodr.) Becc.: Brasilien und Paraguay.[2]
- Syagrus cardenasii Glassman: Bolivien.[2]
- Syagrus cataphracta (Mart.) Noblick: Brasilien.[2]
- Syagrus cearensis Noblick: Nordöstliches Brasilien.[2]
- Syagrus cerqueirana Noblick & Lorenzi: Brasilien und Paraguay.[2]
- Syagrus × cipoensis K.Soares & L.C.Assis = Syagrus glaucescens × Syagrus oleracea
- Syagrus cocoides Mart.: Guayana und Brasilien.[2]
- Syagrus comosa (Mart.) Mart.: Bolivien und Brasilien.[2]
- Syagrus coronata (Mart.) Becc.: Nordöstliches Brasilien.[2]
- Syagrus × costae Glassman = Syagrus cearensis × Syagrus coronata
- Syagrus deflexa Noblick & Lorenzi: Brasilien.[2]
- Syagrus duartei Glassman: Brasilien.[2]
- Syagrus elata (L.R.Moreno & O.I.Moreno) Noblick: Bolivien.[2]
- Syagrus emasensis Noblick & Lorenzi: Brasilien.[2]
- Syagrus evansiana Noblick: Brasilien.[2]
- Syagrus flexuosa (Mart.) Becc.: Östliches Bolivien und Brasilien.[2]
- Syagrus glaucescens Glaz. ex Becc.: Brasilien.[2]
- Syagrus glazioviana (Dammer) Becc.: Brasilien.[2]
- Syagrus gouveiana Noblick & Lorenzi: Brasilien.[2]
- Syagrus graminifolia (Drude) Becc.: Brasilien.[2] Mit drei Unterarten.
- Syagrus guaratingensis Noblick: Die 2018 erstbeschriebene Art kommt in Brasilien vor.[2]
- Syagrus guimaraesensis Noblick & Lorenzi: Brasilien.[2]
- Syagrus harleyi Glassman: Brasilien.[2]
- Syagrus hoehnei Burret: Brasilien.[2]
- Syagrus inajai (Spruce) Becc.: Nördliches Südamerika bis nördliches und nordöstliches Brasilien.[2]
- Syagrus insignis (Devansaye) Becc.: Brasilien.[2]
- Syagrus itacambirana Noblick & Lorenzi: Brasilien.[2]
- Syagrus itapebiensis (Noblick & Lorenzi) Noblick & Meerow: Brasilien.[2]
- Syagrus kellyana Noblick & Lorenzi: Brasilien.[2]
- Syagrus × lacerdamourae K.Soares & C.A.Guim. = Syagrus botryophora × Syagrus coronata
- Syagrus lilliputiana (Barb.Rodr.) Becc.: Brasilien und östliches Paraguay.[2]
- Syagrus loefgrenii Glassman: Brasilien.[2]
- Syagrus longipedunculata Noblick & Lorenzi: Brasilien.[2]
- Syagrus lorenzoniorum Noblick & Lorenzi: Brasilien.[2]
- Syagrus macrocarpa Barb.Rodr.: Brasilien.[2]
- Syagrus × matafome (Bondar) A.D.Hawkes = Syagrus coronata × Syagrus vagans
- Syagrus mendanhensis Glassman: Brasilien.[2]
- Syagrus menzeliana Noblick & Lorenzi: Brasilien.[2]
- Syagrus microphylla Burret: Brasilien.[2]
- Syagrus minor Noblick & Lorenzi: Brasilien.[2]
- Syagrus × mirandana Noblick = Syagrus coronata × Syagrus microphylla
- Syagrus oleracea (Mart.) Becc.: Bolivien, Brasilien und nordöstliches Paraguay.[2]
- Syagrus orinocensis (Spruce) Burret: Südliches Kolumbien, Venezuela und nördliches Brasilien.[2]
- Syagrus petraea (Mart.) Becc.: Östliches Bolivien.[2]
- Syagrus picrophylla Barb.Rodr.: Brasilien.[2]
- Syagrus pimentae Noblick: Brasilien.[2]
- Syagrus pleioclada Burret: Brasilien.[2]
- Syagrus pleiocladoides Noblick & Lorenzi: Brasilien.[2]
- Syagrus pompeoi K.Soares & R.S.Pimenta: Brasilien.[2]
- Syagrus procumbens Noblick & Lorenzi: Brasilien.[2]
- Syagrus pseudococos (Raddi) Glassman: Südöstliches Brasilien.[2]
- Syagrus romanzoffiana (Cham.) Glassman: Brasilien, Paraguay, Uruguay und nordöstliches Argentinien.[2]
- Syagrus rupicola Noblick & Lorenzi: Brasilien.[2]
- Syagrus ruschiana (Bondar) Glassman: Brasilien.[2]
- Syagrus sancona (Kunth) H.Karst.: Westliches Südamerika bis Venezuela und nordwestliches Brasilien.[2]
- Syagrus santosii K.Soares & C.A.Guim.: Brasilien.[2]
- Syagrus schizophylla (Mart.) Glassman: Brasilien.[2]
- Syagrus × serroana K.Soares & L.C.Assis = Syagrus glaucescens × Syagrus romanzoffiana
- Syagrus smithii (H.E.Moore) Glassman: Südöstliches Kolumbien bis nördliches Peru und nördliches Brasilien.[2]
- Syagrus stenopetala Burret: Nördliches Venezuela.[2]
- Syagrus stratincola Wess.Boer: Guayana, Französisch-Guayana, Suriname und nördliches Brasilien.[2]
- Syagrus × teixeiriana Glassman = Syagrus oleracea × Syagrus romanzoffiana
- Syagrus × tostana (Bondar) Glassman = Syagrus coronata × Syagrus schizophylla
- Syagrus vagans (Bondar) A.D.Hawkes: Brasilien.[2]
- Syagrus vermicularis Noblick: Brasilien.[2]
- Syagrus weddelliana (H.Wendl.) Becc.: Brasilien.[2]
- Syagrus werdermannii Burret: Brasilien.[2]
- Syagrus yungasensis M.Moraes: Bolivien.[2]

## Nutzung
Die Blätter etlicher Arten werden für Palmblattdächer verwendet, aus den Blättern der Wachspalme Syagrus coronata wird das dunkelbraune Ouricuriwachs gewonnen, welches ähnliche Eigenschaften wie Carnaubawachs hat. Das Mesokarp von Syagrus oleracea und Syagrus coronata ist essbar, aus dem Endosperm von Syagrus cocoides und Syagrus coronata kann ein Palmöl gewonnen werden. Das Holz der Stämme wird vielfach verwendet. Etliche Arten werden als Zierpflanzen genutzt.